# Jakub Jugas
Jakub Jugas (* 5. května 1992 Otrokovice) je český profesionální fotbalista, který hraje na pozici středního obránce za polský klub Cracovia. V roce 2018 odehrál také 2 utkání v dresu české reprezentace.
Dvakrát dokázal vyhrát český domácí pohár. Mezi jeho další úspěchy patří zisk stříbrné medaile z mistrovství Evropy 2011 hráčů do 19 let v Rumunsku, kde byl součástí výběru vedeného trenérem Jaroslavem Hřebíkem.
Jeho fotbalovými vzory jsou Argentinec Lionel Messi a Portugalec Cristiano Ronaldo.

## Klubová kariéra

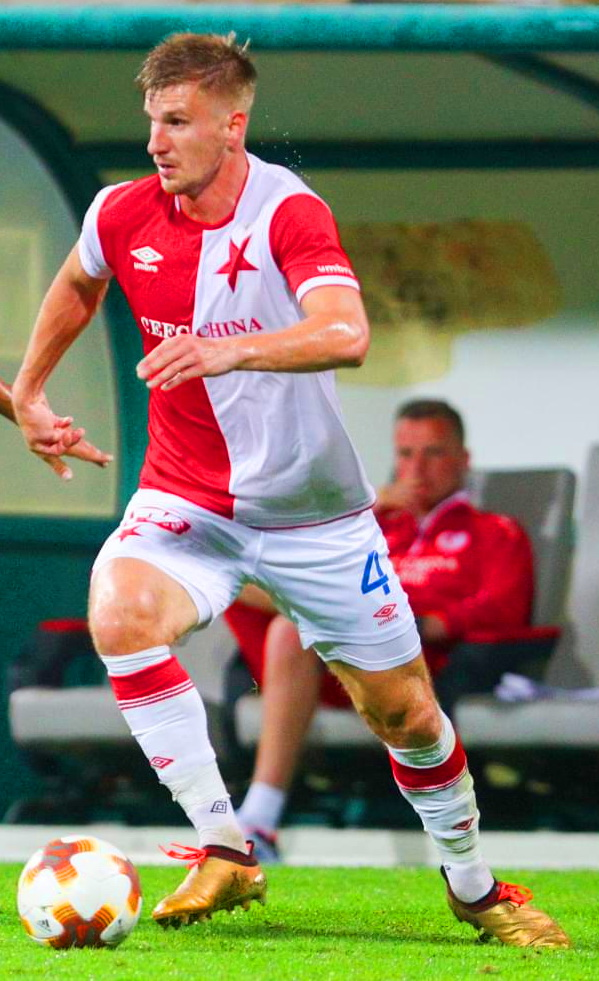
V dresu Slavie (2018)

Svoji fotbalovou kariéru začal v TJ Jiskra Otrokovice. Ve svých 10 let zamířil do klubu FC Tescoma Zlín.

### FC Fastav Zlín
V létě 2010 přešel do A-týmu. Za Zlín debutoval v seniorské kategorii 28. srpna 2010 v utkání s AC Sparta Praha B (prohra 0:2). Postupně se vypracoval na stabilní oporu zadních řad.
Se zlínským týmem vyhrál v sezóně 2016/17 český fotbalový pohár, ve finále 17. května 2017 na Andrově stadionu v Olomouci byl u vítězství Zlína 1:0 nad druholigovým SFC Opava.

#### 1. FK Příbram (hostování)
V září 2012 odešel na hostování do 1. FK Příbram. V Gambrinus lize debutoval 22. září 2012 v utkání s Českými Budějovicemi (remíza 1:1). První ligový gól v dresu Příbrami si připsal 17. srpna 2013 v zápase s Baníkem Ostrava, kde při výhře 4:0 vstřelil v 59. minutě druhou branku. V říjnu 2013 se na tréninku zranil (roztříštěný meniskus a následná operace), což jej vyřadilo na několik týdnů ze hry. Celkem za mužstvo nastoupil k 46 utkáním a vstřelil jeden gól.

#### FC Zbrojovka Brno (hostování)
Před sezonou 2014/15 zamířil na roční hostování do FC Zbrojovka Brno. Nepovedené utkání sehrál 22. srpna 2014 v pátém ligovém kole proti FC Baník Ostrava (prohra 0:1), kde si dal vlastní gól a později dostal červenou kartu a musel opustit hřiště. Během jednoho ročníku odehrál za mužstvo 28 utkání, ve kterých se 3x střelecky prosadil.

### SK Slavia Praha
V květnu 2017 byl oznámen jeho přestup ze Zlína do Slavie Praha, o hráče měla velký zájem i konkurenční Sparta Praha. V první sezóně v klubu si zahrál základní skupinu Evropské ligy a opět si připsal vítězství v českém poháru.
Na začátku roku 2019 byl poslán na hostování do FK Mladá Boleslav

## Reprezentační kariéra

### Mládežnické výběry
Prošel mládežnické reprezentace U16, U17, U18, U19 a U21.
Velkým úspěchem Jakuba Jugase byla účast na Mistrovství Evropy ve fotbale hráčů do 19 let 2011 (zisk stříbrné medaile), kde česká reprezentace do 19 let prohrála 2:3 v prodloužení finále se Španělskem. Jakub na turnaji odehrál pouze několik málo minut. Následovala nominace do české reprezentace do 21 let vedené trenérem Jakubem Dovalilem.
Trenér Jakub Dovalil jej nominoval na domácí Mistrovství Evropy hráčů do 21 let 2015 konané v Praze, Olomouci a Uherském Hradišti.